# Stazione di Budrio
Stazione di Budrio vasútállomás Olaszországban, Budrio településen.

## Vasútvonalak
Az állomást az alábbi vasútvonalak érintik:
- Bologna–Portomaggiore-vasútvonal

## Kapcsolódó állomások
A vasútállomáshoz az alábbi állomások vannak a legközelebb:
- Stazione di Castenaso (Stazione di Bologna Centrale, Bologna–Portomaggiore-vasútvonal)
- Budrio Centro railway halt (Stazione di Portomaggiore, Bologna–Portomaggiore-vasútvonal)